# Омоль (комуна)
Комуна Омоль (швед. Åmåls kommun) — адміністративно-територіальна одиниця місцевого самоврядування, що розташована в лені Вестра-Йоталанд у південно-західній Швеції. Зі сходу омивається водами озера Венерн.
Омоль 131-а за величиною території комуна Швеції. Адміністративний центр комуни — місто Омоль.

## Населення
Населення становить 12 211 чоловік (станом на вересень 2012 року). 
| Кількість населення комуни Омоль за 1810-2010 роки | Кількість населення комуни Омоль за 1810-2010 роки | Кількість населення комуни Омоль за 1810-2010 роки | Кількість населення комуни Омоль за 1810-2010 роки | Кількість населення комуни Омоль за 1810-2010 роки |
| -------------------------------------------------- | -------------------------------------------------- | -------------------------------------------------- | -------------------------------------------------- | -------------------------------------------------- |
| Рік                                                |                                                    |                                                    | Населення                                          |                                                    |
| 1810                                               | 1810                                               |                                                    | 6 365                                              | 6 365                                              |
| 1850                                               | 1850                                               |                                                    | 10 997                                             | 10 997                                             |
| 1900                                               | 1900                                               |                                                    | 11 691                                             | 11 691                                             |
| 1950                                               | 1950                                               |                                                    | 13 840                                             | 13 840                                             |
| 1970                                               | 1970                                               |                                                    | 13 437                                             | 13 437                                             |
| 1980                                               | 1980                                               |                                                    | 13 564                                             | 13 564                                             |
| 1990                                               | 1990                                               |                                                    | 13 421                                             | 13 421                                             |
| 2000                                               | 2000                                               |                                                    | 12 840                                             | 12 840                                             |
| 2010                                               | 2010                                               |                                                    | 12 295                                             | 12 295                                             |
| Джерело: SCB                                       |                                                    |                                                    |                                                    |                                                    |

## Населені пункти
Комуні підпорядковано 3 міські поселення (tätort) та низка сільських, більші з яких:
- Омоль (Åmål)
- Фенґерсфорс (Fengersfors)
- Тессе (Tösse)
- Фрескуґ (Fröskog)
- Касенберґ (Kasenberg)
- Онімскуґ (Ånimskog)

## Міста побратими
Комуна підтримує побратимські контакти з такими муніципалітетами:
- Комуна Фроґн, Норвегія
- Лоймаа, Фінляндія
- Гренаа, Данія
- Тюрі, Естонія
- Гадебуш, Німеччина
- Новафельтріа, Італія
- Кубрат, Болгарія

## Галерея

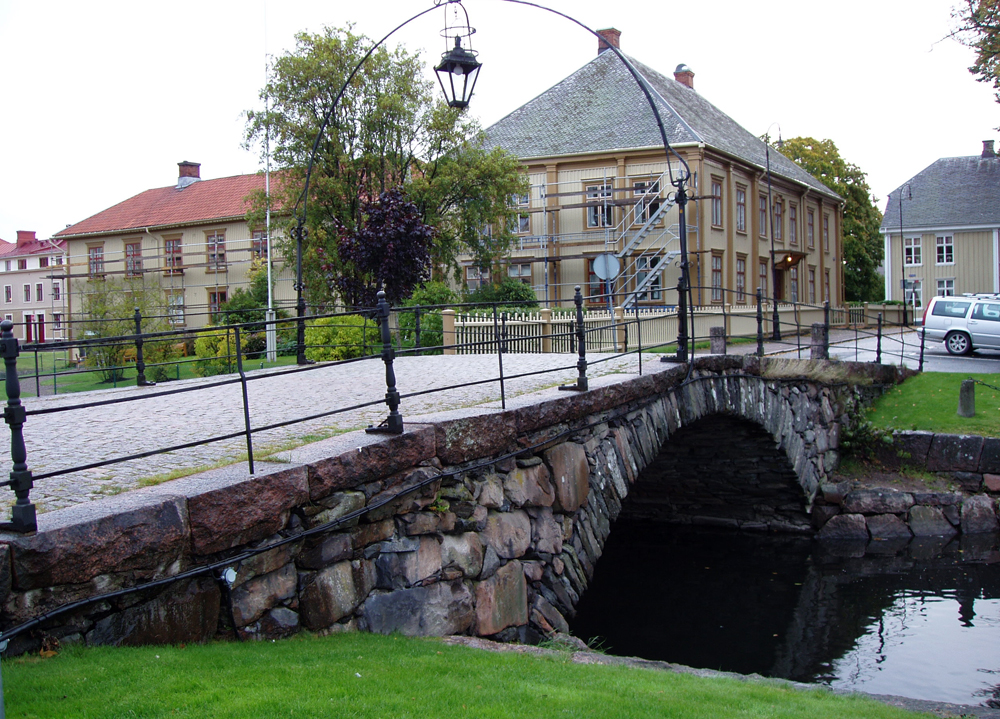
Омоль
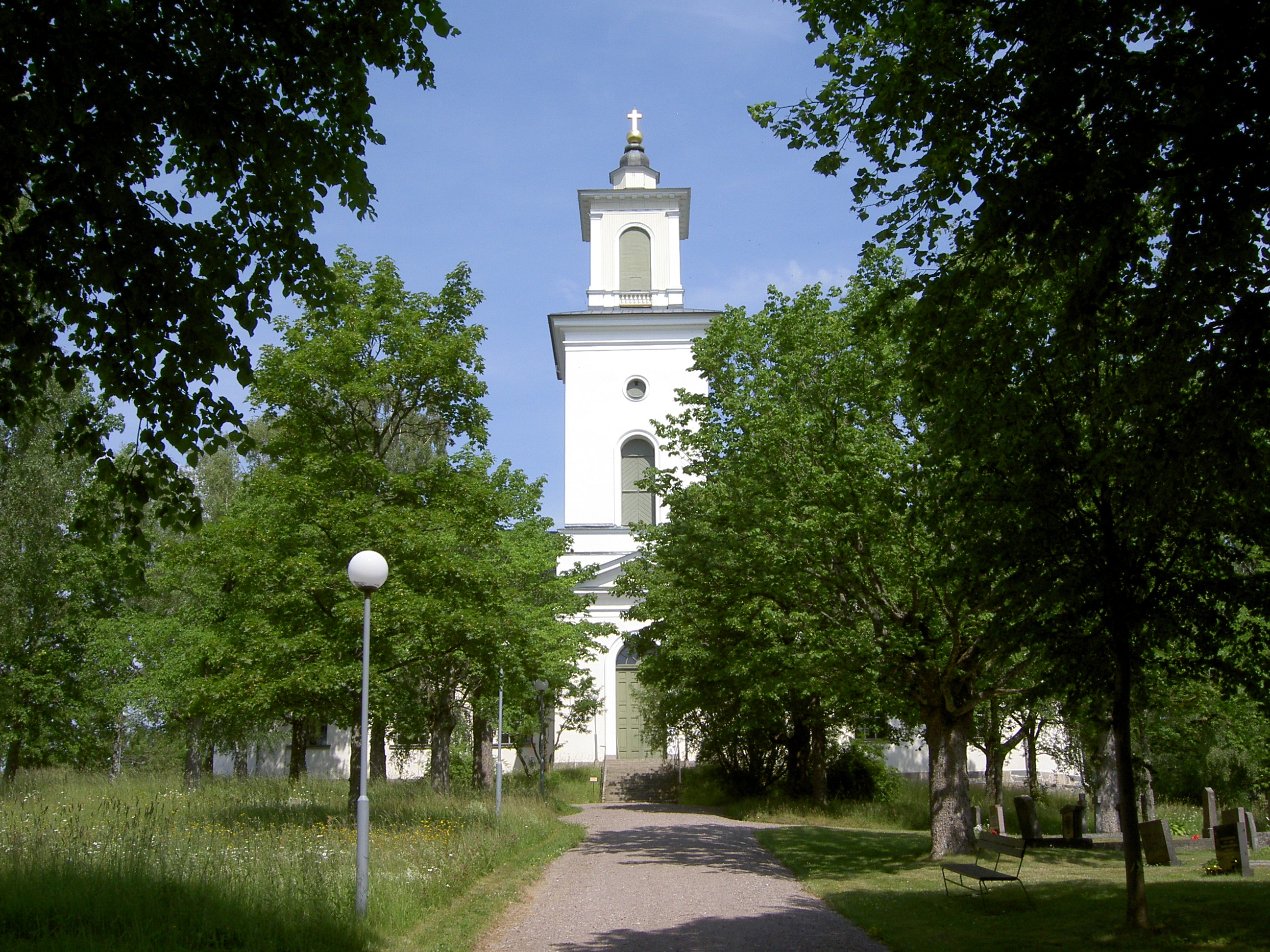
Церква (Тессе)
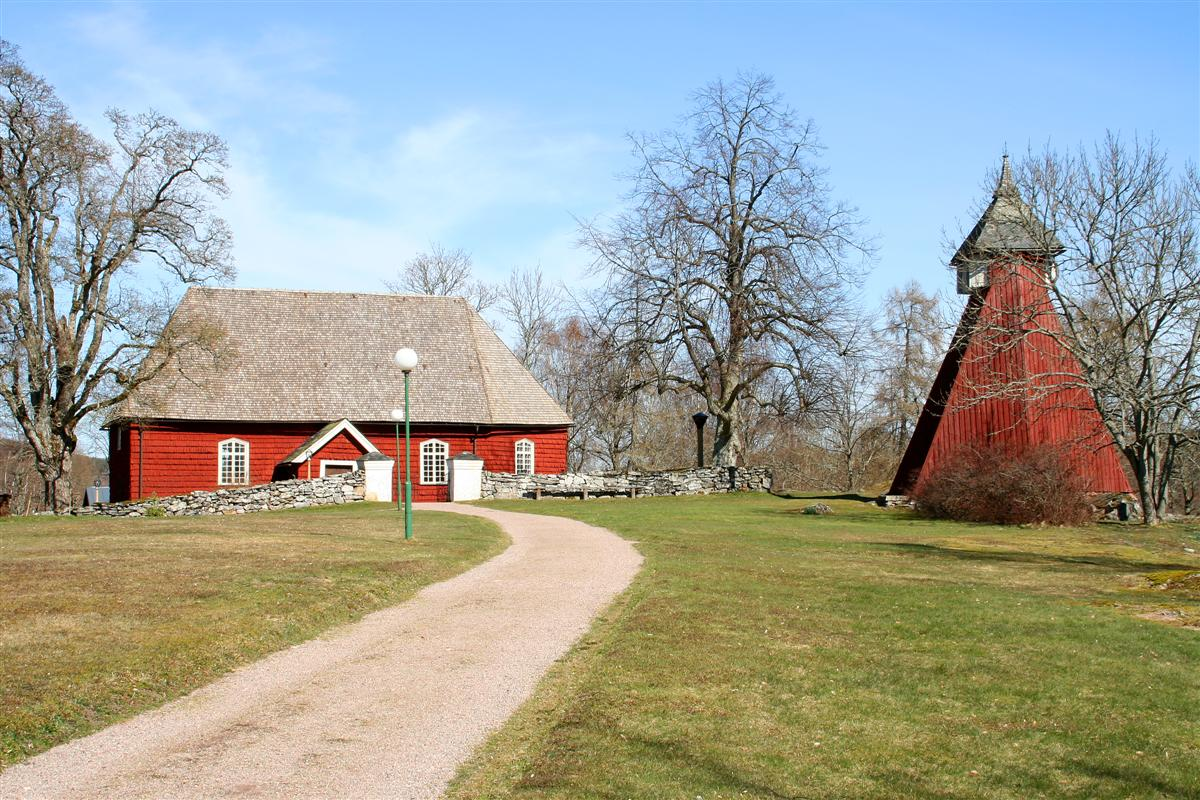
Містечко Фрескуґ

## Виноски
1. ↑  Folkmangd i riket, lan och kommuner (шв.) . Центральне бюро статистики Швеції. Архів оригіналу за 20 серпня 2013. Процитовано 26 лютого 2013.